# Liu Jieyi
Pour les articles homonymes, voir Liu.
Dans ce nom chinois, le nom de famille, Liu, précède le nom personnel.
Liu Jieyi (chinois simplifié : 刘结一 ; pinyin : Liú Jiēyī) est un homme politique et diplomate chinois, né en décembre 1957 à Pékin. Il est le représentant permanent de la République populaire de Chine au Conseil de sécurité des Nations unies à New York (États-Unis) de 2013 à 2017.